# 莫伊斯冰原島峰
67°27′S 67°31′W / 67.450°S 67.517°W
莫伊斯冰原島峰（英語：Moyes Nunatak），是南極洲的冰原島峰，位於葛拉漢地的盧貝海岸，處於韋恩貝格山東南面2.8公里的恩耶冰川西岸，由英國南極名稱諮詢委員會命名，現時由南極條約體系管理。